# みなとさかい交流館
みなとさかい交流館（みなとさかいこうりゅうかん）は、鳥取県境港市大正町にある交通と観光の拠点。境港市で最大の建築物である。県民の港湾に対する理解を促進し、海を通じた交流の発展に資するため、鳥取県によって約25億5千万円を費やして建築され、1997年7月に竣工した。

## 施設概要
- 1階 - 観光案内所や土産売店、回転寿司店、旅行代理店のほか、隠岐汽船発券所や待合所が設けられている。
- 2階 - 隠岐汽船乗り場のほか、鬼太郎妖怪倉庫第三章と観光情報コーナーで構成される「境みなと・オアシス」などが入居している。
- 3階 - 境港管理組合事務所や貸会議室がある[3]。
- 4階 - 入浴施設が入居していたが、2022年に閉鎖された。

## 沿革
1996年3月に着工し、1997年9月竣工した。
2012年8月1日に南側ファサード御影石の壁面に鬼太郎と仲間たちの壁画を設置した。
2012年度から県費5億5千万円を追加負担して、漏水対策として南側上部に装備された三角柱のガラス窓を鋼板で覆い、北側の胴部から下部にかけては余分な装飾を削ぎ落すなどの大規模な改修を実施し、改修工事は2014年に完成した。
2022年6月、4階のさかいポートサウナと称する入浴施設が閉鎖された。
2022年7月、2階に鬼太郎妖怪倉庫第三章（参加型迷宮お化け屋敷）がオープンした。
2024年4月16日、施設内のコインロッカーに境港市出身の漫画家水木しげるの『ゲゲゲの鬼太郎』の「いろいろな鬼太郎の家」と題するデザインの区画が増設された。

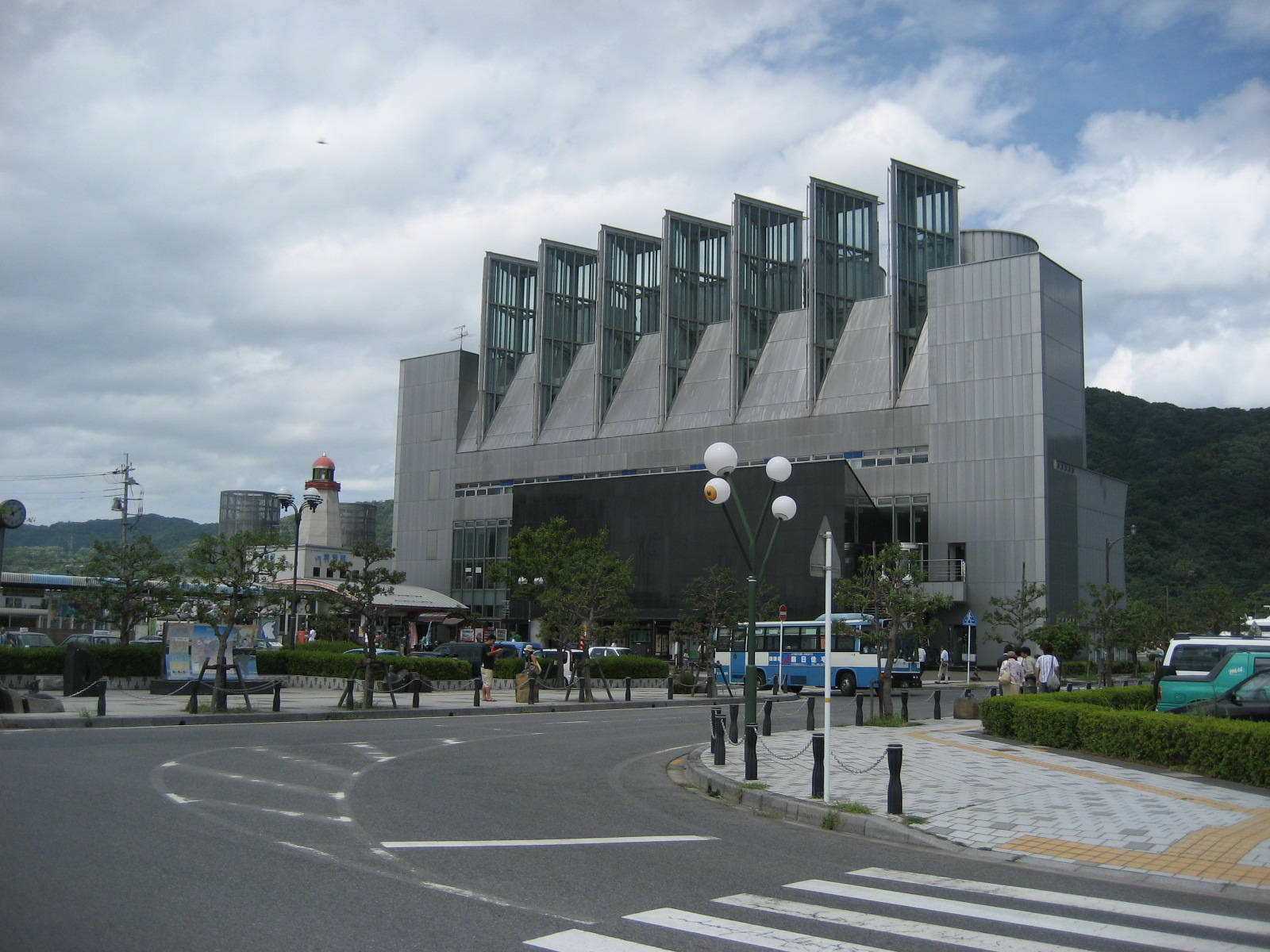
2006年8月
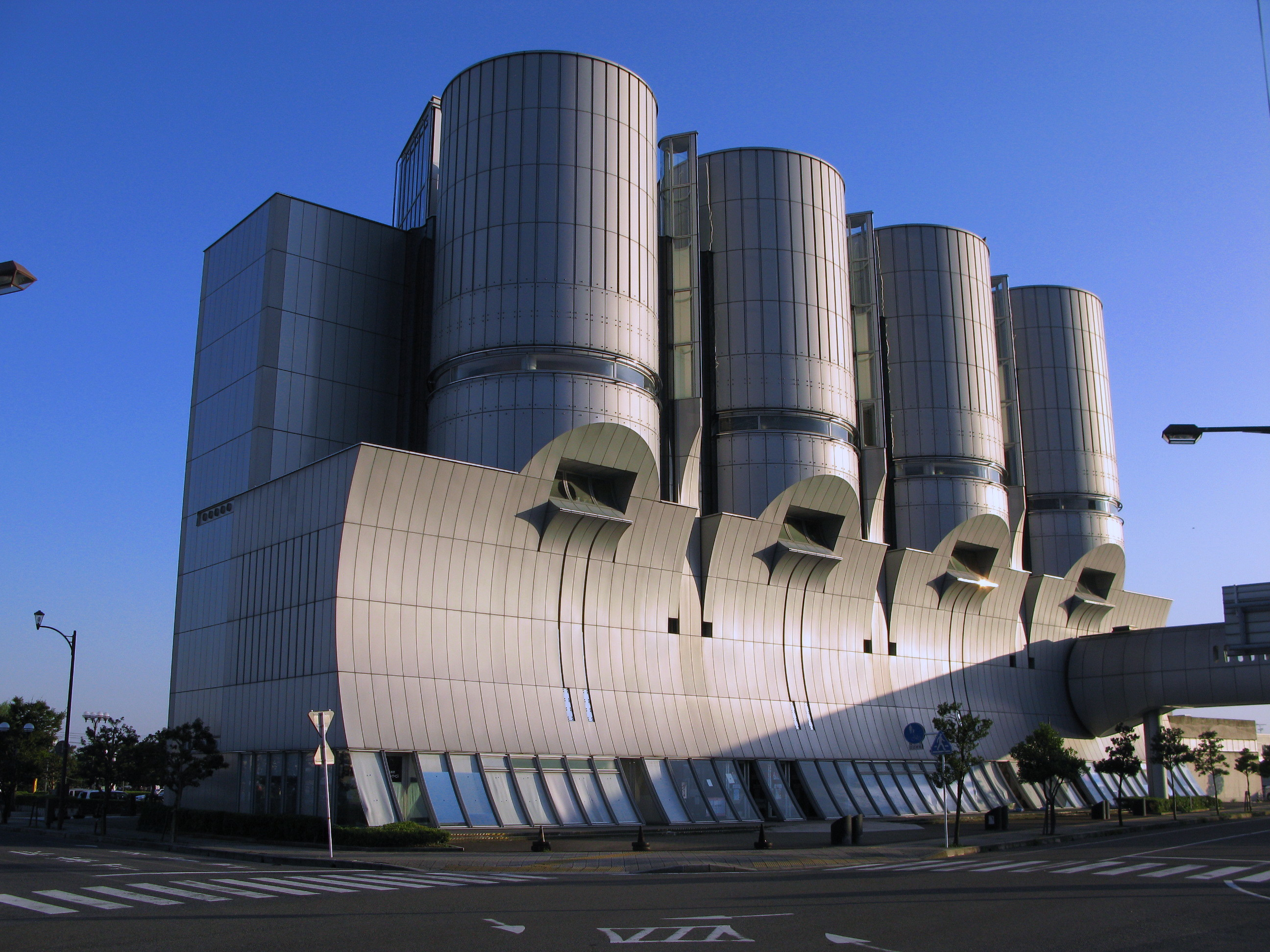
2009年8月
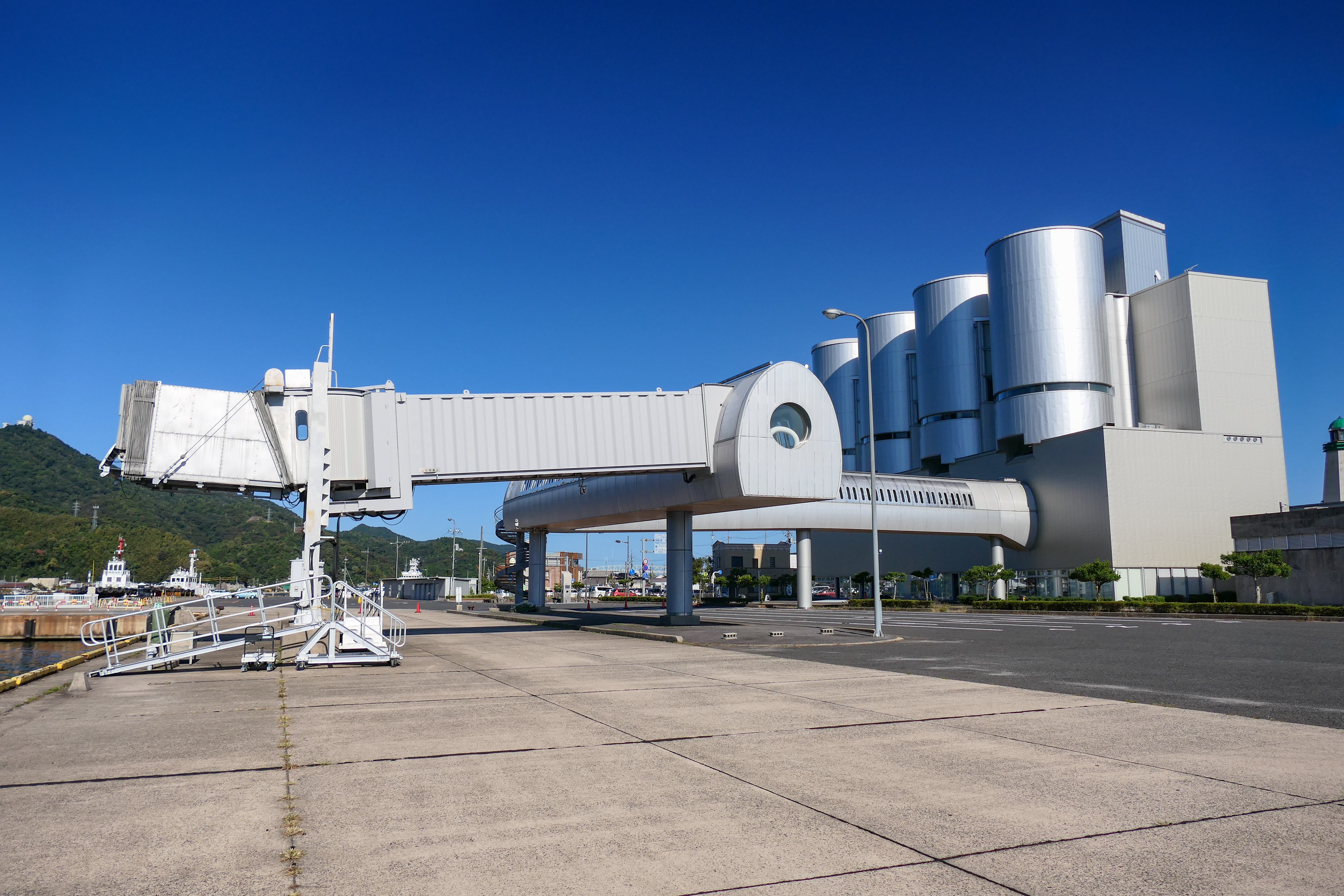
2022年9月